# Hibler-Wärmepackung
Die Hibler-Wärmepackung ist eine Erste-Hilfe-Maßnahme bei Hypothermie (Unterkühlung). Sie beruht auf einer Wiedererwärmung des zentralen Kreislaufes (Herz und Lunge) von außen. Benannt ist sie nach ihrem Erfinder Hans Hibler.
Sie findet Anwendung bei milder bis mittelgradiger Hypothermie. Ziel ist es, weiteren Wärmeverlust zu vermeiden und den Körperkern auf ~36 °C zu erwärmen, ohne dass das kalte Schalenblut aus den Gliedmaßen zum Kern zurückfließt. Dies würde die Körperkerntemperatur weiter senken und einen Afterdrop bewirken.

## Durchführung
Zur Hibler-Wärmepackung legt man chemische Wärmebeutel auf Brust und Bauch. Notfalls können feuchtheiße Tücher verwendet werden. Die Wärmequellen sollen keinen direkten Hautkontakt haben, sondern auf Unterwäsche oder Decken aufliegen. Darüber folgt Kleidung über dem Rumpf, aber nicht über Armen und Beinen. Falls vorhanden, schützt eine Mütze den Kopf, da über ihn viel Wärme verloren geht. Zum Schluss wird der gesamte Körper in Decken oder einen Biwaksack mit gutem Abschluss am Hals gehüllt.
Bei längerem Transport sollten die Wärmepackungen alle ein bis zwei Stunden ausgetauscht werden.